# Distretto di Aoulef
Il distretto di Aoulef è un distretto della provincia di Adrar, in Algeria.

## Comuni
Il Distretto di Aoulef comprende 4 comuni:
- Akabli
- Aoulef
- Tamekten
- Tit